# Skylge's lair
Skylge's lair (vrij vertaald "Hol van Terschelling") is het tweede studioalbum van Leap Day. Het album is gedurende 2010 opgenomen in de geluidsstudio’s Wallplug (Assen) en Breitner (Groningen) van twee van de bandleden. Het album werd goed ontvangen binnen de kringen van de Nederlandse fans van progressieve rock en neoprog, al was er wel regelmatig de opmerking dat het weinig vernieuwend was. Wel kon Eddie Mulder zijn gitaarkunsten ten toon spreiden. Het album haalde geen notering in de Album top 100.

## Musici
- Gert van Engelenburg – toetsinstrumenten, achtergrondzang
- Jos Harteveld – zang, akoestische gitaar
- Eddie Mulder – gitaar, achtergrondzang
- Koen Roozen – slagwerk
- Peter Stel- basgitaar
- Derk Evert Waalkens – toetsinstrumenten, achtergrondzang

## Muziek
| Nr. | Titel                                  | Duur  |
| --- | -------------------------------------- | ----- |
| 1.  | The messenger (Mulder, Waalkens)       | 7:33  |
| 2.  | Road to yourself (Harteveld, Waalkens) | 7:12  |
| 3.  | Home at last (Engelenburg, Mulder)     | 8;27  |
| 4.  | Humble origin (Mulder)                 | 1:40  |
| 5.  | Walls (Engelenburg, Mulder)            | 9:14  |
| 6.  | The willow tree (Harteveld, Mulder)    | 4:24  |
| 7.  | Skylge’s lair (Engelenburg)            | 6:24  |
| 8.  | Time passing by (Mulder, Engelenburg)  | 11:03 |

Na Time passing by bevindt zich een hidden track.